# 일본 프로 야구 최우수 선수

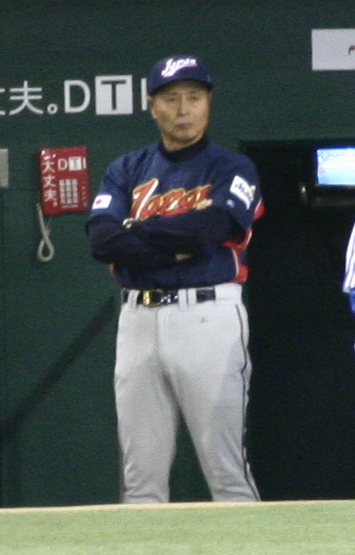
통산 9차례의 센트럴 리그 MVP를 최다 석권한 오 사다하루

일본 프로 야구에서 최우수 선수(일본어: 最優秀選手)는 1937년 춘계 대회 때부터 수상을 실시하여 현재 센트럴 리그, 퍼시픽 리그 각각 1명씩의 수상자를 선정하는 일본 프로 야구 타이틀 중의 하나이다.
또한 일본 프로 야구에서는 정규 시즌 외에도 일본 시리즈, 올스타전에서 각각 MVP를 선정한다.

## 정규 시즌 MVP

### 개요
1937년 춘계 대회부터 수상을 시작했는데 당초의 명칭은 최고 수훈 선수(最高殊勲選手)였지만 1963년부터 최우수 선수(最優秀選手)로 개칭되었다. 시즌 중에 기대 이상의 활약한 선수가 선정되며 현재 센트럴 리그와 퍼시픽 리그에서 각각 1명씩 선정하는 것을 원칙으로 하고 있다.
수상자 선정은 프로 야구를 취재하는 기자단 투표에 의해서 이뤄지는데 투표 자격을 가진 기자는 전국의 신문, 통신사, 각 방송국에 소속되어 있으며 5년 이상 프로 야구 취재를 담당하고 있는 사람에게 자격이 주어진다. 투표 용지에는 3명의 선수 이름을 기입하여 1위에겐 5점, 2위에겐 3점, 3위에겐 1점의 포인트가 배분돼 그 합계가 가장 많은 선수가 선출된다. 또 엄정을 요하기 때문에 오·탈자를 시작으로, 틀리면 다음 연도의 투표 자격이 없어진다.
제정 당초에는 선정 위원(리그 관계자와 기자)에 의해 선정하고 있었다. 1949년에는 기자 투표제를 도입, 첫 해에는 5명 연기제였지만 다음 연도부터 단기제가 되었고 1963년부터는 3명 연기제로 되면서 현재에 이르고 있다.

### 발표 시기
양대 리그 분열 이후의 발표 시기는 몇 차례의 과정과 변천을 겪었다. 분열 직후인 1950년과 1951년에는 일본 시리즈가 종료 며칠 후에 발표했지만 1952년에 센트럴 리그는 일본 시리즈 개막 이틀 전에, 퍼시픽 리그는 일본 시리즈가 종료 이틀 후로 나뉘었고 1953년은 일본 시리즈 도중에 발표, 1954년부터 1962년까지는 시즌 도중에 투표 마감이 이뤄져 발표도 일본 시리즈 개막 전으로 리그 우승이 결정된 이후였지만 대개 정규 시즌이 종료되기 전이었다. 1956년과 1957년에는 양대 리그 사무국에서 발표했기 때문에 각 리그에서 다른 날에 발표되었다. 1963년부터 2004년까지는 일본 시리즈 종료 이튿날에 행해졌고 2005년 이후에는 일본 야구 기구가 주최하는 시상식인 ‘프로 야구 컨벤션’ 당일에 발표하게 되어있다.

### 선출 경향
‘최고 수훈 선수’로서 제정된 당초부터 ‘소속 팀의 성적에 관계없이 가장 가치있는 선수’ 또는 ‘소속 팀의 우승에 가장 기여한 선수’에 대한 논의가 있었다. 초기에는 버키 해리스나 가리타 히사노리가 전자의 입장에서는 선택되고 있었지만 점차 후자의 경향이 강해졌다. 한신 타이거스의 구단 역사를 다룬 책인 《한신 타이거스 - 쇼와의 발자취》(1991년)에서는 1946년에 우승한 그레이트 링의 야마모토 가즈토(타점왕)가 선정 위원의 만장 일치로 선정된 것이 “우승 팀에 한정된 선출”의 발단이라는 견해가 나타났다. 이 책에는 “MVP를 일본어 번역한 ‘최고 수훈’을 고집하다보면 어떻게 해도 ‘우승’에 연결된다”고 쓰여있다. 1949년에 6위팀에서 선정된 후지무라 후미오에 대해서는 그 해에 도입된 5명 연기제가 유리하게 작용했다고 《한신 타이거스 - 쇼와의 발자취》에는 기록되어있다.
또한 이 후지무라의 선출에 관해서는 이노우에 쇼이치가 《한신 타이거스의 정체》(오타 출판, 2001년)에서 오이 히로스케의 저서 《타이거스사》(베이스볼 매거진사, 1958년)에 있는 ‘마이니치 신문계의 표가 집중적으로 후지무라에게 쏠렸다’라는 기술을 소개해 당시 프로 야구 재편 문제로 마이니치 구단 측에 흡수될 것인가에 의심을 품었던 한신을 막은 일환으로서 그와 같은 일이 일어난 가능성을 지적하고 있다 이 해에 1위는 7점, 2위는 4점으로 이하 5위까지 1점씩 적게 되는 방식이었다. 후지무라와 차점자인 지바 시게루와는 1위와 같은 수로 2위 이하의 득표 수에서 차이가 났다. 발표 시의 요미우리 신문 기사(1949년 12월 1일)에서는 동료 후지모토 히데오나 가와카미 데쓰하루와의 사이에 2, 3위의 표가 분산된 것이 지바가 패배한 원인이라고 밝혔다. 그 다음해부터 투표는 단기제가 되었고 ‘우승 팀에서의 선출’이 불문율이 되어갔다. 그 후 ‘원칙적으로 우승 팀에서 뽑는다’라는 조항이 설정되어 우승 팀에서의 선출이 계속되었다. 또한 퍼시픽 리그는 최우수 투수 제정 이후 1953년부터 1955년까지는 ‘최고 수훈 선수의 대상에는 투수를 포함하지 않는다’였다.
1963년에 ‘최우수 선수’로 변경되었을 때 위에서 말한 조항은 삭제되었지만 그 후에도 리그 최고 승률 팀에게서 선정되는 경우가 가장 많다. 2위 이하의 팀에 소속하는 선수는 가장 드문 성적이나 기록을 남겼을 경우에 선정되는 경우가 있지만 1986년에 센트럴, 퍼시픽 양대 리그에서 타격 부문 3관왕을 차지한 랜디 바스(한신 타이거스), 오치아이 히로미쓰(당시 롯데 오리온스)는 선정되지 못했다. 그 때문에 ‘가장 활약한 선수’의 개념에 대해선 아래 두 가지의 경우 선정 결과에 의문이 제기되는 경우가 있다.

1. 최고 승률 팀에 소속하여 소속 팀의 최고 승률에 가장 기여한 선수.
2. 최고 승률 팀 이외에 소속하면서 리그에서 가장 우수한 성적을 낸 선수(3관왕이나 시즌 신기록을 달성한 선수가 있는 경우).

정규 시즌 우승팀 이외에서 MVP로 선정된 사례는 양대 리그제 출범 이후 센트럴 리그에선 2회, 퍼시픽 리그에선 10회를 기록했다. 또, 정규 시즌 최고 승률이 아닌 팀에게서 MVP로 선정된 사례는 양대 리그제 출범 이후 센트럴 리그는 2회, 퍼시픽 리그는 8회였는데 B클래스 팀에서 MVP는 한층 드물었는데 1982년 오치아이 히로미쓰(롯데 오리온스), 1988년 가도타 히로미쓰(당시 난카이 호크스), 2008년 이와쿠마 히사시(도호쿠 라쿠텐 골든이글스) 등 3명 뿐이다(모두 퍼시픽 리그 정규 시즌 5위를 기록한 구단이며 센트럴 리그 B클래스 구단 및 양대 리그 최하위 구단에서의 선정은 없었다).
더욱이 퍼시픽 리그에서 전·후기 제도가 시행된 1973년 ~ 1982년에는 전기·후기 중 한 곳에서 최고 승률을 기록하면서도 플레이오프에서는 패하여 ‘우승 = 일본 시리즈 출장’을 놓친 구단에서 선정된 사례는 전무하다.
2004년 ~ 2006년까지 퍼시픽 리그에서 “정규 시즌 최고 승률 구단과 ‘우승 팀 = 일본 시리즈 출장 구단’이 다를 가능성이 생기는”  플레이오프가 실시되던 시기 및 2007년부터 현재에 이르는 클라이맥스 시리즈 제도 하에서는 정규 시즌 2위 이하인 팀이 클라이맥스 시리즈에서 이기고 올라와 일본 시리즈에 출전한 경우 해당 팀에서 MVP가 나온 사례는 없었다.
메이저 리그에 비해 투수가 선정되는 빈도가 높으며(메이저 리그에서는 최고의 투수에게 주어지는 사이 영 상이 있기 때문에 투수가 MVP로 선정되는 일은 거의 없다) 타자 중에서는 홈런과 타점이 가장 많은 타자에게 MVP로 뽑히기 쉽다. 투수는 선발 완투한 투수가 선정되는 경우가 많은데 베스트 나인과 비교하면 구원 투수가 선출 횟수가 많다.

### 역대 수상자

#### 단일 리그 시대
| 연도        | 수상 선수         | 소속            | 포지션 | 투수 성적 | 투수 성적 | 투수 성적   | 타격 성적 | 타격 성적 | 타격 성적 | 타격 성적 | 출처   |
| 연도        | 수상 선수         | 소속            | 포지션 | 승리      | 패전      | 평균 자책점 | 타율      | 홈런      | 타점      | 도루      | 출처   |
| ----------- | ----------------- | --------------- | ------ | --------- | --------- | ----------- | --------- | --------- | --------- | --------- | ------ |
| 1937년 춘계 | 사와무라 에이지   | 도쿄 교진군     | 투수   | 24        | 4         | 0.81        | --        | --        | --        | --        | [ 3 ]  |
| 1937년 추계 | 버키 해리스       | 고라쿠엔 이글스 | 포수   | --        | --        | --          | .310      | 1         | 24        | 7         | [ 4 ]  |
| 1938년 춘계 | 가리타 히사노리   | 도쿄 세네터스   | 2루수  | --        | --        | --          | .299      | 5         | 15        | 7         | [ 5 ]  |
| 1938년 추계 | 나카지마 하루야스 | 도쿄 교진군     | 외야수 | --        | --        | --          | .361      | 10        | 38        | 3         | [ 6 ]  |
| 1939년      | 빅토르 스타루힌   | 도쿄 교진군     | 투수   | 42        | 15        | 1.73        | --        | --        | --        | --        | [ 7 ]  |
| 1940년      | 스다 히로시       | 도쿄 교진군     | 투수   | 38        | 12        | 0.97        | --        | --        | --        | --        | [ 8 ]  |
| 1941년      | 가와카미 데쓰하루 | 도쿄 교진군     | 1루수  | --        | --        | --          | .310      | 4         | 57        | 5         | [ 9 ]  |
| 1942년      | 미즈하라 시게루   | 도쿄 교진군     | 3루수  | --        | --        | --          | .225      | 0         | 16        | 2         | [ 10 ] |
| 1943년      | 고 쇼세이         | 도쿄 교진군     | 외야수 | --        | --        | --          | .300      | 2         | 20        | 54        | [ 11 ] |
| 1944년      | 와카바야시 다다시 | 한신군          | 투수   | 22        | 4         | 1.56        | --        | --        | --        | --        | [ 12 ] |
| 1946년      | 야마모토 가즈토   | 그레이트 링     | 1루수  | --        | --        | --          | .314      | 4         | 95        | 32        | [ 13 ] |
| 1947년      | 와카바야시 다다시 | 오사카 타이거스 | 투수   | 26        | 12        | 2.09        | --        | --        | --        | --        | [ 14 ] |
| 1948년      | 야마모토 가즈토   | 난카이 호크스   | 3루수  | --        | --        | --          | .305      | 8         | 68        | 23        | [ 15 ] |
| 1949년      | 후지무라 후미오   | 오사카 타이거스 | 3루수  | --        | --        | --          | .332      | 46        | 142       | 12        | [ 16 ] |

- 굵은 글씨는 그 해의 리그 최고 성적.
- 붉은색으로 음영된 부분은 우승(최고 승률) 팀 이외에서의 선정.

#### 센트럴 리그
| 연도   | 수상 선수           | 소속                   | 포지션 | 투수 성적 | 투수 성적 | 투수 성적 | 투수 성적 | 투수 성적   | 타격 성적 | 타격 성적 | 타격 성적 | 타격 성적 | 출처   |
| 연도   | 수상 선수           | 소속                   | 포지션 | 승리      | 패전      | 세이브    | 홀드      | 평균 자책점 | 타율      | 홈런      | 타점      | 도루      | 출처   |
| ------ | ------------------- | ---------------------- | ------ | --------- | --------- | --------- | --------- | ----------- | --------- | --------- | --------- | --------- | ------ |
| 1950년 | 고즈루 마코토       | 쇼치쿠 로빈스          | 외야수 | --        | --        | --        | --        | --          | .355      | 51        | 161       | 28        | [ 17 ] |
| 1951년 | 가와카미 데쓰하루   | 요미우리 자이언츠      | 1루수  | --        | --        | --        | --        | --          | .377      | 15        | 81        | 14        | [ 18 ] |
| 1952년 | 벳쇼 다케히코       | 요미우리 자이언츠      | 투수   | 33        | 13        | --        | --        | 1.94        | --        | --        | --        | --        | [ 19 ] |
| 1953년 | 오토모 다쿠미       | 요미우리 자이언츠      | 투수   | 27        | 6         | --        | --        | 1.86        | --        | --        | --        | --        | [ 20 ] |
| 1954년 | 스기시타 시게루     | 주니치 드래건스        | 투수   | 32        | 12        | --        | --        | 1.39        | --        | --        | --        | --        | [ 21 ] |
| 1955년 | 가와카미 데쓰하루   | 요미우리 자이언츠      | 1루수  | --        | --        | --        | --        | --          | .338      | 12        | 79        | 17        | [ 22 ] |
| 1956년 | 벳쇼 다케히코       | 요미우리 자이언츠      | 투수   | 27        | 15        | --        | --        | 1.93        | --        | --        | --        | --        | [ 23 ] |
| 1957년 | 요나미네 가나메     | 요미우리 자이언츠      | 외야수 | --        | --        | --        | --        | --          | .343      | 12        | 48        | 10        | [ 24 ] |
| 1958년 | 후지타 모토시       | 요미우리 자이언츠      | 투수   | 29        | 13        | --        | --        | 1.53        | --        | --        | --        | --        | [ 25 ] |
| 1959년 | 후지타 모토시       | 요미우리 자이언츠      | 투수   | 27        | 11        | --        | --        | 1.83        | --        | --        | --        | --        | [ 26 ] |
| 1960년 | 아키야마 노보루     | 다이요 웨일스          | 투수   | 21        | 10        | --        | --        | 1.75        | --        | --        | --        | --        | [ 27 ] |
| 1961년 | 나가시마 시게오     | 요미우리 자이언츠      | 3루수  | --        | --        | --        | --        | --          | .353      | 28        | 86        | 14        | [ 28 ] |
| 1962년 | 무라야마 미노루     | 한신 타이거스          | 투수   | 25        | 14        | --        | --        | 1.20        | --        | --        | --        | --        | [ 29 ] |
| 1963년 | 나가시마 시게오     | 요미우리 자이언츠      | 3루수  | --        | --        | --        | --        | --          | .341      | 37        | 112       | 16        | [ 30 ] |
| 1964년 | 오 사다하루         | 요미우리 자이언츠      | 1루수  | --        | --        | --        | --        | --          | .320      | 55        | 119       | 6         | [ 31 ] |
| 1965년 | 오 사다하루         | 요미우리 자이언츠      | 1루수  | --        | --        | --        | --        | --          | .322      | 42        | 104       | 2         | [ 32 ] |
| 1966년 | 나가시마 시게오     | 요미우리 자이언츠      | 3루수  | --        | --        | --        | --        | --          | .344      | 26        | 105       | 14        | [ 33 ] |
| 1967년 | 오 사다하루         | 요미우리 자이언츠      | 1루수  | --        | --        | --        | --        | --          | .326      | 47        | 108       | 3         | [ 34 ] |
| 1968년 | 나가시마 시게오     | 요미우리 자이언츠      | 3루수  | --        | --        | --        | --        | --          | .318      | 39        | 125       | 8         | [ 35 ] |
| 1969년 | 오 사다하루         | 요미우리 자이언츠      | 1루수  | --        | --        | --        | --        | --          | .345      | 44        | 103       | 5         | [ 36 ] |
| 1970년 | 오 사다하루         | 요미우리 자이언츠      | 1루수  | --        | --        | --        | --        | --          | .325      | 47        | 93        | 1         | [ 37 ] |
| 1971년 | 나가시마 시게오     | 요미우리 자이언츠      | 3루수  | --        | --        | --        | --        | --          | .320      | 34        | 86        | 4         | [ 38 ] |
| 1972년 | 호리우치 쓰네오     | 요미우리 자이언츠      | 투수   | 26        | 9         | --        | --        | 2.91        | --        | --        | --        | --        | [ 39 ] |
| 1973년 | 오 사다하루         | 요미우리 자이언츠      | 1루수  | --        | --        | --        | --        | --          | .355      | 51        | 114       | 2         | [ 40 ] |
| 1974년 | 오 사다하루         | 요미우리 자이언츠      | 1루수  | --        | --        | --        | --        | --          | .332      | 49        | 107       | 1         | [ 41 ] |
| 1975년 | 야마모토 고지       | 히로시마 도요 카프     | 외야수 | --        | --        | --        | --        | --          | .319      | 30        | 84        | 24        | [ 42 ] |
| 1976년 | 오 사다하루         | 요미우리 자이언츠      | 1루수  | --        | --        | --        | --        | --          | .325      | 49        | 123       | 3         | [ 43 ] |
| 1977년 | 오 사다하루         | 요미우리 자이언츠      | 1루수  | --        | --        | --        | --        | --          | .324      | 50        | 124       | 1         | [ 44 ] |
| 1978년 | 와카마쓰 쓰토무     | 야쿠르트 스왈로스      | 외야수 | --        | --        | --        | --        | --          | .341      | 17        | 71        | 12        | [ 45 ] |
| 1979년 | 에나쓰 유타카       | 히로시마 도요 카프     | 투수   | 9         | 5         | 22        | --        | 2.66        | --        | --        | --        | --        | [ 46 ] |
| 1980년 | 야마모토 고지       | 히로시마 도요 카프     | 외야수 | --        | --        | --        | --        | --          | .336      | 44        | 112       | 14        | [ 47 ] |
| 1981년 | 에가와 스구루       | 요미우리 자이언츠      | 투수   | 20        | 6         | 0         | --        | 2.29        | --        | --        | --        | --        | [ 48 ] |
| 1982년 | 나카오 다카요시     | 주니치 드래건스        | 포수   | --        | --        | --        | --        | --          | .282      | 18        | 47        | 7         | [ 49 ] |
| 1983년 | 하라 다쓰노리       | 요미우리 자이언츠      | 3루수  | --        | --        | --        | --        | --          | .302      | 32        | 103       | 9         | [ 50 ] |
| 1984년 | 기누가사 사치오     | 히로시마 도요 카프     | 3루수  | --        | --        | --        | --        | --          | .329      | 31        | 102       | 11        | [ 51 ] |
| 1985년 | 랜디 바스           | 한신 타이거스          | 1루수  | --        | --        | --        | --        | --          | .350      | 54        | 134       | 1         | [ 52 ] |
| 1986년 | 기타벳푸 마나부     | 히로시마 도요 카프     | 투수   | 18        | 4         | 0         | --        | 2.43        | --        | --        | --        | --        | [ 53 ] |
| 1987년 | 야마쿠라 가즈히로   | 요미우리 자이언츠      | 포수   | --        | --        | --        | --        | --          | .273      | 22        | 66        | 3         | [ 54 ] |
| 1988년 | 가쿠 겐지           | 주니치 드래건스        | 투수   | 7         | 6         | 37        | --        | 1.95        | --        | --        | --        | --        | [ 55 ] |
| 1989년 | 워렌 크로마티       | 요미우리 자이언츠      | 외야수 | --        | --        | --        | --        | --          | .378      | 15        | 72        | 7         | [ 56 ] |
| 1990년 | 사이토 마사키       | 요미우리 자이언츠      | 투수   | 20        | 5         | 0         | --        | 2.17        | --        | --        | --        | --        | [ 57 ] |
| 1991년 | 사사오카 신지       | 히로시마 도요 카프     | 투수   | 17        | 9         | 0         | --        | 2.44        | --        | --        | --        | --        | [ 58 ] |
| 1992년 | 잭 하웰             | 야쿠르트 스왈로스      | 3루수  | --        | --        | --        | --        | --          | .331      | 38        | 87        | 3         | [ 59 ] |
| 1993년 | 후루타 아쓰야       | 야쿠르트 스왈로스      | 포수   | --        | --        | --        | --        | --          | .308      | 17        | 75        | 11        | [ 60 ] |
| 1994년 | 구와타 마스미       | 요미우리 자이언츠      | 투수   | 14        | 11        | 1         | --        | 2.52        | --        | --        | --        | --        | [ 61 ] |
| 1995년 | 토머스 오말리       | 야쿠르트 스왈로스      | 1루수  | --        | --        | --        | --        | --          | .302      | 31        | 87        | 6         | [ 62 ] |
| 1996년 | 마쓰이 히데키       | 요미우리 자이언츠      | 외야수 | --        | --        | --        | --        | --          | .314      | 38        | 99        | 7         | [ 63 ] |
| 1997년 | 후루타 아쓰야       | 야쿠르트 스왈로스      | 포수   | --        | --        | --        | --        | --          | .322      | 9         | 86        | 9         | [ 64 ] |
| 1998년 | 사사키 가즈히로     | 요코하마 베이스타스    | 투수   | 1         | 1         | 45        | --        | 0.64        | --        | --        | --        | --        | [ 65 ] |
| 1999년 | 노구치 시게키       | 주니치 드래건스        | 투수   | 19        | 7         | 0         | --        | 2.65        | --        | --        | --        | --        | [ 66 ] |
| 2000년 | 마쓰이 히데키       | 요미우리 자이언츠      | 외야수 | --        | --        | --        | --        | --          | .316      | 42        | 108       | 5         | [ 67 ] |
| 2001년 | 로베르토 페타지니   | 야쿠르트 스왈로스      | 1루수  | --        | --        | --        | --        | --          | .322      | 39        | 127       | 4         | [ 68 ] |
| 2002년 | 마쓰이 히데키       | 요미우리 자이언츠      | 외야수 | --        | --        | --        | --        | --          | .334      | 50        | 107       | 3         | [ 69 ] |
| 2003년 | 이가와 게이         | 한신 타이거스          | 투수   | 20        | 5         | 0         | --        | 2.80        | --        | --        | --        | --        | [ 70 ] |
| 2004년 | 가와카미 겐신       | 주니치 드래건스        | 투수   | 17        | 7         | 0         | --        | 3.32        | --        | --        | --        | --        | [ 71 ] |
| 2005년 | 가네모토 도모아키   | 한신 타이거스          | 외야수 | --        | --        | --        | --        | --          | .327      | 40        | 125       | 3         | [ 72 ] |
| 2006년 | 후쿠도메 고스케     | 주니치 드래건스        | 외야수 | --        | --        | --        | --        | --          | .351      | 31        | 104       | 11        | [ 73 ] |
| 2007년 | 오가사와라 미치히로 | 요미우리 자이언츠      | 3루수  | --        | --        | --        | --        | --          | .313      | 31        | 88        | 4         | [ 74 ] |
| 2008년 | 알렉스 라미레스     | 요미우리 자이언츠      | 외야수 | --        | --        | --        | --        | --          | .319      | 45        | 125       | 1         | [ 75 ] |
| 2009년 | 알렉스 라미레스     | 요미우리 자이언츠      | 외야수 | --        | --        | --        | --        | --          | .322      | 31        | 103       | 4         | [ 76 ] |
| 2010년 | 와다 가즈히로       | 주니치 드래건스        | 외야수 | --        | --        | --        | --        | --          | .339      | 37        | 93        | 5         | [ 77 ] |
| 2011년 | 아사오 다쿠야       | 주니치 드래건스        | 투수   | 7         | 2         | 10        | 45        | 0.41        | --        | --        | --        | --        | [ 78 ] |
| 2012년 | 아베 신노스케       | 요미우리 자이언츠      | 포수   | --        | --        | --        | --        | --          | .340      | 27        | 104       | 0         | [ 79 ] |
| 2013년 | 블라디미르 발렌틴   | 도쿄 야쿠르트 스왈로스 | 외야수 | --        | --        | --        | --        | --          | .330      | 60        | 131       | 0         | [ 80 ] |
| 2014년 | 스가노 도모유키     | 요미우리 자이언츠      | 투수   | 12        | 5         | 0         | 0         | 2.33        | --        | --        | --        | --        | [ 81 ] |
| 2015년 | 야마다 데쓰토       | 도쿄 야쿠르트 스왈로스 | 2루수  | --        | --        | --        | --        | --          | .329      | 38        | 100       | 34        | [ 82 ] |
| 2016년 | 아라이 다카히로     | 히로시마 도요 카프     | 1루수  | --        | --        | --        | --        | --          | .300      | 19        | 101       | 0         | [ 83 ] |
| 2017년 | 마루 요시히로       | 히로시마 도요 카프     | 외야수 | --        | --        | --        | --        | --          | .308      | 23        | 92        | 13        | [ 84 ] |
| 2018년 | 마루 요시히로       | 히로시마 도요 카프     | 외야수 | --        | --        | --        | --        | --          | .306      | 39        | 97        | 10        | [ 85 ] |
| 2019년 | 사카모토 하야토     | 요미우리 자이언츠      | 유격수 | --        | --        | --        | --        | --          | .312      | 40        | 94        | 5         | [ 86 ] |
| 2020년 | 스가노 도모유키     | 요미우리 자이언츠      | 투수   | 14        | 2         | 0         | 0         | 1.97        | --        | --        | --        | --        | [ 87 ] |
| 2021년 | 무라카미 무네타카   | 도쿄 야쿠르트 스왈로스 | 3루수  | --        | --        | --        | --        | --          | .278      | 39        | 112       | 12        | [ 88 ] |
| 2022년 | 무라카미 무네타카   | 도쿄 야쿠르트 스왈로스 | 3루수  | --        | --        | --        | --        | --          | .318      | 56        | 134       | 12        | [ 89 ] |
| 2023년 | 무라카미 쇼키       | 한신 타이거스          | 투수   | 10        | 6         | 0         | 1         | 1.75        | --        | --        | --        | --        | [ 90 ] |
| 2024년 | 스가노 도모유키     | 요미우리 자이언츠      | 투수   | 15        | 3         | 0         | 0         | 1.67        | --        | --        | --        | --        | [ 91 ] |

- 굵은 글씨는 그 해의 리그 최고 성적.
- 투수 성적에서 세이브는 1974년부터, 홀드는 2005년부터 집계됨.
- 붉은색으로 음영된 부분은 리그 우승, 시즌 최고 승률 중에서 어느 팀도 채우지 못한 팀에서의 선정

#### 퍼시픽 리그
| 연도   | 수상 선수           | 소속                       | 포지션           | 투수 성적 | 투수 성적 | 투수 성적 | 투수 성적 | 투수 성적   | 타격 성적 | 타격 성적 | 타격 성적 | 타격 성적 | 출처    |
| 연도   | 수상 선수           | 소속                       | 포지션           | 승리      | 패전      | 세이브    | 홀드      | 평균 자책점 | 타율      | 홈런      | 타점      | 도루      | 출처    |
| ------ | ------------------- | -------------------------- | ---------------- | --------- | --------- | --------- | --------- | ----------- | --------- | --------- | --------- | --------- | ------- |
| 1950년 | 벳토 가오루         | 마이니치 오리온스          | 외야수           | --        | --        | --        | --        | --          | .335      | 43        | 105       | 34        | [ 92 ]  |
| 1951년 | 야마모토 가즈토     | 난카이 호크스              | 2루수            | --        | --        | --        | --        | --          | .311      | 2         | 58        | 19        | [ 93 ]  |
| 1952년 | 유키 스스무         | 난카이 호크스              | 투수             | 19        | 7         | --        | --        | 1.91        | --        | --        | --        | --        | [ 94 ]  |
| 1953년 | 오카모토 이사미     | 난카이 호크스              | 2루수            | --        | --        | --        | --        | --          | .318      | 19        | 77        | 30        | [ 95 ]  |
| 1954년 | 오시타 히로시       | 니시테쓰 라이온스          | 외야수           | --        | --        | --        | --        | --          | .321      | 22        | 88        | 11        | [ 96 ]  |
| 1955년 | 이이다 도쿠지       | 난카이 호크스              | 외야수           | --        | --        | --        | --        | --          | .310      | 14        | 75        | 42        | [ 97 ]  |
| 1956년 | 나카니시 후토시     | 니시테쓰 라이온스          | 3루수            | --        | --        | --        | --        | --          | .325      | 29        | 95        | 15        | [ 98 ]  |
| 1957년 | 이나오 가즈히사     | 니시테쓰 라이온스          | 투수             | 35        | 6         | --        | --        | 1.37        | --        | --        | --        | --        | [ 99 ]  |
| 1958년 | 이나오 가즈히사     | 니시테쓰 라이온스          | 투수             | 33        | 10        | --        | --        | 1.42        | --        | --        | --        | --        | [ 100 ] |
| 1959년 | 스기우라 다다시     | 난카이 호크스              | 투수             | 38        | 4         | --        | --        | 1.40        | --        | --        | --        | --        | [ 101 ] |
| 1960년 | 야마우치 가즈히로   | 다이마이 오리온스          | 외야수           | --        | --        | --        | --        | --          | .313      | 32        | 103       | 5         | [ 102 ] |
| 1961년 | 노무라 가쓰야       | 난카이 호크스              | 포수             | --        | --        | --        | --        | --          | .296      | 29        | 89        | 8         | [ 103 ] |
| 1962년 | 하리모토 이사오     | 도에이 플라이어스          | 외야수           | --        | --        | --        | --        | --          | .333      | 31        | 99        | 23        | [ 104 ] |
| 1963년 | 노무라 가쓰야       | 난카이 호크스              | 포수             | --        | --        | --        | --        | --          | .291      | 52        | 135       | 4         | [ 105 ] |
| 1964년 | 조 스탠카           | 난카이 호크스              | 투수             | 26        | 7         | --        | --        | 2.40        | --        | --        | --        | --        | [ 106 ] |
| 1965년 | 노무라 가쓰야       | 난카이 호크스              | 포수             | --        | --        | --        | --        | --          | .320      | 42        | 110       | 3         | [ 107 ] |
| 1966년 | 노무라 가쓰야       | 난카이 호크스              | 포수             | --        | --        | --        | --        | --          | .312      | 34        | 97        | 8         | [ 108 ] |
| 1967년 | 아다치 미쓰히로     | 한큐 브레이브스            | 투수             | 20        | 10        | --        | --        | 1.75        | --        | --        | --        | --        | [ 109 ] |
| 1968년 | 요네다 데쓰야       | 한큐 브레이브스            | 투수             | 29        | 13        | --        | --        | 2.79        | --        | --        | --        | --        | [ 110 ] |
| 1969년 | 나가이케 도쿠지     | 한큐 브레이브스            | 외야수           | --        | --        | --        | --        | --          | .316      | 41        | 101       | 21        | [ 111 ] |
| 1970년 | 기타루 마사아키     | 롯데 오리온스              | 투수             | 21        | 10        | --        | --        | 2.53        | --        | --        | --        | --        | [ 112 ] |
| 1971년 | 나가이케 도쿠지     | 한큐 브레이브스            | 외야수           | --        | --        | --        | --        | --          | .317      | 40        | 114       | 8         | [ 113 ] |
| 1972년 | 후쿠모토 유타카     | 한큐 브레이브스            | 외야수           | --        | --        | --        | --        | --          | .301      | 14        | 40        | 106       | [ 114 ] |
| 1973년 | 노무라 가쓰야       | 난카이 호크스              | 포수             | --        | --        | --        | --        | --          | .309      | 28        | 96        | 3         | [ 116 ] |
| 1974년 | 가네다 도메히로     | 롯데 오리온스              | 투수             | 16        | 7         | 0         | --        | 2.90        | --        | --        | --        | --        | [ 117 ] |
| 1975년 | 가토 히데지         | 한큐 브레이브스            | 1루수            | --        | --        | --        | --        | --          | .309      | 32        | 97        | 12        | [ 118 ] |
| 1976년 | 야마다 히사시       | 한큐 브레이브스            | 투수             | 26        | 7         | 5         | --        | 2.39        | --        | --        | --        | --        | [ 119 ] |
| 1977년 | 야마다 히사시       | 한큐 브레이브스            | 투수             | 16        | 10        | 7         | --        | 2.28        | --        | --        | --        | --        | [ 120 ] |
| 1978년 | 야마다 히사시       | 한큐 브레이브스            | 투수             | 18        | 4         | 4         | --        | 2.66        | --        | --        | --        | --        | [ 121 ] |
| 1979년 | 찰리 매뉴엘         | 긴테쓰 버펄로스            | 외야수(지명타자) | --        | --        | --        | --        | --          | .324      | 37        | 94        | 0         | [ 122 ] |
| 1980년 | 기다 이사무         | 닛폰햄 파이터스            | 투수             | 22        | 8         | 4         | --        | 2.28        | --        | --        | --        | --        | [ 123 ] |
| 1981년 | 에나쓰 유타카       | 닛폰햄 파이터스            | 투수             | 3         | 6         | 25        | --        | 2.82        | --        | --        | --        | --        | [ 124 ] |
| 1982년 | 오치아이 히로미쓰   | 롯데 오리온스              | 2루수            | --        | --        | --        | --        | --          | .325      | 32        | 99        | 8         | [ 125 ] |
| 1983년 | 히가시오 오사무     | 세이부 라이온스            | 투수             | 18        | 9         | 2         | --        | 2.92        | --        | --        | --        | --        | [ 126 ] |
| 1984년 | 부머 웰스           | 한큐 브레이브스            | 1루수            | --        | --        | --        | --        | --          | .355      | 37        | 130       | 2         | [ 127 ] |
| 1985년 | 오치아이 히로미쓰   | 롯데 오리온스              | 3루수            | --        | --        | --        | --        | --          | .367      | 52        | 146       | 5         | [ 128 ] |
| 1986년 | 이시게 히로미치     | 세이부 라이온스            | 유격수           | --        | --        | --        | --        | --          | .329      | 27        | 89        | 19        | [ 129 ] |
| 1987년 | 히가시오 오사무     | 세이부 라이온스            | 투수             | 15        | 9         | 0         | --        | 2.59        | --        | --        | --        | --        | [ 130 ] |
| 1988년 | 가도타 히로미쓰     | 난카이 호크스              | 외야수           | --        | --        | --        | --        | --          | .311      | 44        | 125       | 2         | [ 131 ] |
| 1989년 | 랄프 브라이언트     | 긴테쓰 버펄로스            | 외야수           | --        | --        | --        | --        | --          | .283      | 49        | 121       | 5         | [ 132 ] |
| 1990년 | 노모 히데오         | 긴테쓰 버펄로스            | 투수             | 18        | 8         | 0         | --        | 2.91        | --        | --        | --        | --        | [ 133 ] |
| 1991년 | 궈타이위안          | 세이부 라이온스            | 투수             | 15        | 6         | 1         | --        | 2.59        | --        | --        | --        | --        | [ 134 ] |
| 1992년 | 이시이 다케히로     | 세이부 라이온스            | 투수             | 15        | 3         | 3         | --        | 1.94        | --        | --        | --        | --        | [ 135 ] |
| 1993년 | 구도 기미야스       | 세이부 라이온스            | 투수             | 15        | 3         | 0         | --        | 2.06        | --        | --        | --        | --        | [ 136 ] |
| 1994년 | 이치로              | 오릭스 블루웨이브          | 외야수           | --        | --        | --        | --        | --          | .385      | 13        | 54        | 29        | [ 137 ] |
| 1995년 | 이치로              | 오릭스 블루웨이브          | 외야수           | --        | --        | --        | --        | --          | .342      | 25        | 80        | 49        | [ 138 ] |
| 1996년 | 이치로              | 오릭스 블루웨이브          | 외야수           | --        | --        | --        | --        | --          | .356      | 16        | 84        | 35        | [ 139 ] |
| 1997년 | 니시구치 후미야     | 세이부 라이온스            | 투수             | 15        | 5         | 1         | --        | 3.12        | --        | --        | --        | --        | [ 140 ] |
| 1998년 | 마쓰이 가즈오       | 세이부 라이온스            | 유격수           | --        | --        | --        | --        | --          | .311      | 9         | 58        | 43        | [ 141 ] |
| 1999년 | 구도 기미야스       | 후쿠오카 다이에 호크스     | 투수             | 11        | 7         | 0         | --        | 2.38        | --        | --        | --        | --        | [ 142 ] |
| 2000년 | 마쓰나카 노부히코   | 후쿠오카 다이에 호크스     | 1루수            | --        | --        | --        | --        | --          | .312      | 33        | 106       | 0         | [ 143 ] |
| 2001년 | 터피 로즈           | 오사카 긴테쓰 버펄로스     | 외야수           | --        | --        | --        | --        | --          | .327      | 55        | 131       | 9         | [ 144 ] |
| 2002년 | 알렉스 카브레라     | 세이부 라이온스            | 1루수            | --        | --        | --        | --        | --          | .336      | 55        | 115       | 4         | [ 145 ] |
| 2003년 | 조지마 겐지         | 후쿠오카 다이에 호크스     | 포수             | --        | --        | --        | --        | --          | .330      | 34        | 119       | 9         | [ 146 ] |
| 2004년 | 마쓰나카 노부히코   | 후쿠오카 다이에 호크스     | 1루수            | --        | --        | --        | --        | --          | .358      | 44        | 120       | 2         | [ 148 ] |
| 2005년 | 스기우치 도시야     | 후쿠오카 소프트뱅크 호크스 | 투수             | 18        | 4         | 0         | 0         | 2.11        | --        | --        | --        | --        | [ 149 ] |
| 2006년 | 오가사와라 미치히로 | 홋카이도 닛폰햄 파이터스   | 1루수            | --        | --        | --        | --        | --          | .313      | 32        | 100       | 4         | [ 150 ] |
| 2007년 | 다르빗슈 유         | 홋카이도 닛폰햄 파이터스   | 투수             | 15        | 5         | 0         | 0         | 1.82        | --        | --        | --        | --        | [ 151 ] |
| 2008년 | 이와쿠마 히사시     | 도호쿠 라쿠텐 골든이글스   | 투수             | 21        | 4         | 0         | 0         | 1.87        | --        | --        | --        | --        | [ 152 ] |
| 2009년 | 다르빗슈 유         | 홋카이도 닛폰햄 파이터스   | 투수             | 15        | 5         | 0         | 0         | 1.73        | --        | --        | --        | --        | [ 153 ] |
| 2010년 | 와다 쓰요시         | 후쿠오카 소프트뱅크 호크스 | 투수             | 17        | 8         | 0         | 0         | 3.14        | --        | --        | --        | --        | [ 154 ] |
| 2011년 | 우치카와 세이이치   | 후쿠오카 소프트뱅크 호크스 | 외야수           | --        | --        | --        | --        | --          | .338      | 12        | 74        | 4         | [ 155 ] |
| 2012년 | 요시카와 미쓰오     | 홋카이도 닛폰햄 파이터스   | 투수             | 14        | 5         | 0         | 0         | 1.71        | --        | --        | --        | --        | [ 156 ] |
| 2013년 | 다나카 마사히로     | 도호쿠 라쿠텐 골든이글스   | 투수             | 24        | 0         | 1         | 0         | 1.27        | --        | --        | --        | --        | [ 157 ] |
| 2014년 | 가네코 지히로       | 오릭스 버펄로스            | 투수             | 16        | 5         | 0         | 0         | 1.98        | --        | --        | --        | --        | [ 158 ] |
| 2015년 | 야나기타 유키       | 후쿠오카 소프트뱅크 호크스 | 외야수           | --        | --        | --        | --        | --          | .363      | 34        | 99        | 32        | [ 159 ] |
| 2016년 | 오타니 쇼헤이       | 홋카이도 닛폰햄 파이터스   | 투수 / 지명타자  | 10        | 4         | 0         | 1         | 1.86        | .322      | 22        | 67        | 7         | [ 160 ] |
| 2017년 | 데니스 사파테       | 후쿠오카 소프트뱅크 호크스 | 투수             | 2         | 2         | 54        | 3         | 1.09        | --        | --        | --        | --        | [ 161 ] |
| 2018년 | 야마카와 호타카     | 사이타마 세이부 라이온스   | 내야수           | --        | --        | --        | --        | --          | .281      | 47        | 124       | 0         | [ 162 ] |
| 2019년 | 모리 도모야         | 사이타마 세이부 라이온스   | 포수             | --        | --        | --        | --        | --          | .329      | 23        | 105       | 3         | [ 163 ] |
| 2020년 | 야나기타 유키       | 후쿠오카 소프트뱅크 호크스 | 외야수           | --        | --        | --        | --        | --          | .342      | 29        | 86        | 7         | [ 164 ] |
| 2021년 | 야마모토 요시노부   | 오릭스 버펄로스            | 투수             | 18        | 5         | 0         | 0         | 1.39        | --        | --        | --        | --        | [ 165 ] |
| 2022년 | 야마모토 요시노부   | 오릭스 버펄로스            | 투수             | 15        | 5         | 0         | 0         | 1.68        | --        | --        | --        | --        | [ 166 ] |
| 2023년 | 야마모토 요시노부   | 오릭스 버펄로스            | 투수             | 16        | 6         | 0         | 0         | 1.21        | --        | --        | --        | --        | [ 167 ] |
| 2024년 | 곤도 겐스케         | 후쿠오카 소프트뱅크 호크스 | 외야수           | --        | --        | --        | --        | --          | .314      | 19        | 72        | 11        | [ 168 ] |

- 굵은 글씨는 그 해의 리그 최고 성적.
- 투수 성적에서 세이브는 1974년부터, 홀드는 2005년부터 집계됨.
- 붉은색으로 음영된 부분은 리그 우승, 시즌 최고 승률 중에서 어느 팀도 채우지 못한 팀에서의 선정

### 주요 기록

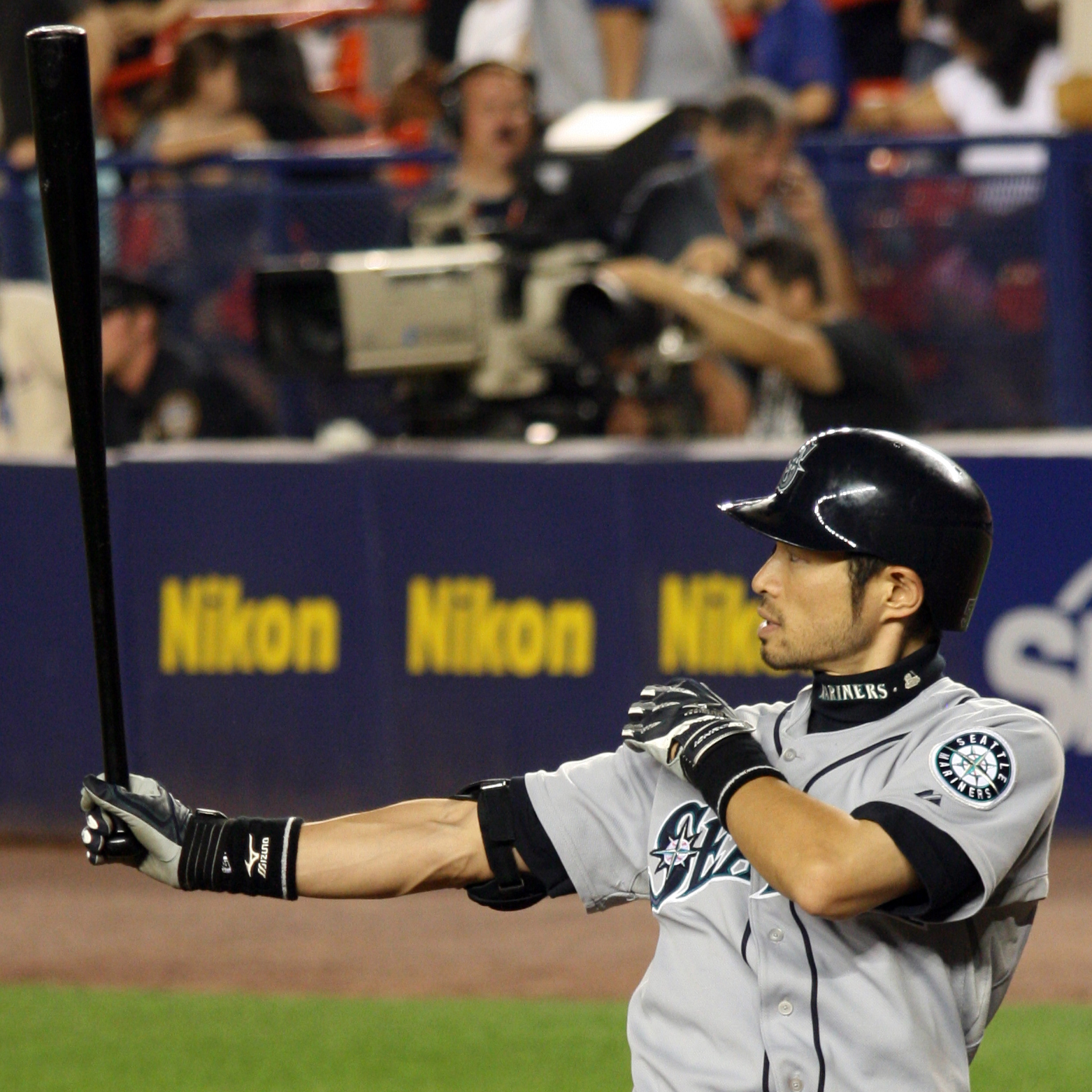
3년 연속 퍼시픽 리그 MVP를 석권한 이치로

- 최다 MVP 수상자(타자) : 9회

오 사다하루(1964년, 1965년, 1967년, 1969년, 1970년, 1973년, 1974년, 1976년, 1977년)
- 최다 MVP 수상자(투수) : 3회

야마다 히사시(1976년 ~ 1978년), 야마모토 요시노부(2021년 ~ 2023년)
- 최다 연속 수상자 : 3년 연속

야마다 히사시(1976년 ~ 1978년), 스즈키 이치로(1994년 ~ 1996년), 야마모토 요시노부(2021년 ~ 2023년)
- 센트럴·퍼시픽 양대 리그에서의 수상

에나쓰 유타카(1979년 히로시마, 1981년 닛폰햄), 오가사와라 미치히로(2006년 닛폰햄, 2007년 요미우리)
- 정규 시즌 최고 승률(전·후기 시대의 전기 최고 승률, 후기 최고 승률을 포함)을 놓친 구단 소속 신인 선수의 수상

기다 이사무(1980년), 노모 히데오(1990년)
- 최연소 수상자
  - 단일 리그 시대로는 사와무라 에이지(20세, 1937년 춘계)
  - 양대 리그제 이후에는 이나오 가즈히사(19세, 1957년)
- 최고령 수상자

가도타 히로미쓰(40세, 1988년)
- 리그 MVP를 차지하면서도 베스트 나인에 수상하지 못한 사례 : 1979년과 1981년에 에나쓰 유타카(2회)가 최다 기록이다. 그 외에도 와카바야시 다다시(1947년), 야마모토 가즈토(1948년, 야수에서 유일한 예), 후지타 모토시(1958년), 요네다 데쓰야(1968년), 야마다 히사시(1978년), 히가시오 오사무(1987년), 가쿠 겐지(1988년), 구와타 마스미(1994년), 노구치 시게키·구도 기미야스(1999년), 아사오 다쿠야(2011년), 데니스 사파테(2017년) 등의 사례가 있다.

## 일본 시리즈 MVP
1950년 제1회 대회 때부터 시상을 실시하여 정식 명칭은 최고 수훈 선수이다. 일본 시리즈 우승팀 선수 중에서 팀 우승에 기여한 선수에게 주어지며 일본 시리즈가 종료된 직후에 발표된다. 1954년 제5회 대회부터 2006년 제57회 대회까지는 수상자에게 토요타 자동차(히로시마 도요 카프가 우승했을 경우에는 마쓰다)가 제공하는 자동차 한 대를 부상으로 주어졌다. 원칙적으로는 1명이지만 1962년에는 우승 상품이 많았던 것과 우승에 기여한 선수가 많았다는 것부터 유일하게도 2명에게 선정돼 도에이 플라이어스의 도바시 마사유키가 자동차, 다네모 마사유키는 그 외의 상품을 서로 나누기도 했다.

## 월간 MVP
미국 메이저 리그의 ‘The Player of the Month award’(월간 MVP)를 참고로 시작된 상으로 당초에는 양대 리그에서 각각 가장 활약했던 선수를 전체 포지션 중 1명을 선정하여 시상하고 있었다. 원래는 투수와 야수를 포함해 양대 리그에서 매달 한 사람씩 선정했지만 1989년부터 투수 부문, 타자 부문(투수 이외)으로 확대해 양대 리그에서 매달 한 사람씩 선정하고 있다. 또한 현재 상의 정식 명칭은 ‘닛폰 생명 월간 MVP’(日本生命月間MVP)이며 닛폰 생명 보험이 스폰서를 맡고 있다.

## 교류전 MVP
2005년 제1회 센트럴·퍼시픽 교류전부터 시상하여 정식 명칭은 최우수 선수상이다. 매년 최고 승률 구단 = 우승팀에서 우승에 가장 기여한 선수가 수여된다.

## 플레이오프 MVP
1973년부터 1982년까지 10년간 퍼시픽 리그에서만 실시된 2시즌제에 따른 플레이오프에서의 시상이다. 1973년부터 시상하여 정식 명칭은 최우수 선수인데, 매년 우승 팀 선수들 가운데 1명을 선정했다. 2004년부터 2006년까지 3년간 같은 퍼시픽 리그에서만 실시된 플레이오프에서는 MVP를 선정하지 못했다.

## 클라이맥스 시리즈 MVP
퍼시픽 리그에서는 2007년, 센트럴 리그에서는 2008년부터 시상하고 있으며 파이널 스테이지(제2 스테이지) 승리 팀에서 1명을 선정한다. 2007년과 2010년에 퍼시픽 리그에서만 제1 스테이지에서도 선정됐다.

## 올스타전 MVP
1951년 제1회 대회 때부터 시상하고 있으며 정식 명칭은 최우수 선수상이다. 올스타전 각 경기에서 가장 맹활약한 선수에게 주어진다. 경기 종료 후에 발표되고 구장에서 시상식을 가진다. 플래시 올스타전에서도 각 경기마다 MVP를 선정한다.

## 주간 MVP
이것은 연맹 공식 시상은 아니지만 후지 TV의 장수 프로그램 《프로 야구 뉴스》에서 1988년까지 이뤄진 것이다. 이것도 메이저 리그의 주간 MVP 제도를 참고로 만들어진 것으로 프로 야구 뉴스의 스태프·해설자가 한 주간의 경기에서 각각의 팀에서 가장 활약한 선수를 1명씩 추천해 매주 월요일 방송에서 센트럴·퍼시픽 각각의 주간 MVP를 1명씩 선정하여 시상한다는 제도였다.

### 주해
1. ↑  고니시 도쿠로나 스즈키 류지의 회고록을 비롯해 1950년의 MVP가 일본 시리즈 개막하기 전(혹은 시리즈 도중)에 발표되었다는 기술이 있었지만 사실이 아니다.
2. ↑  리그에 의해 시즌 종료 후가 된 시즌에도 일부 있었다.
3. ↑  1946년에는 야마모토와 후지무라 후미오, 치바 시게루의 세 명 가운데서 선택될 것이라고 예측 되었던 것이 ‘세간의 일반적인 견해였다’고 한다. 정규 시즌 중부터 후보는 앞에서 말한 3명으로 좁혀졌으며 종래 기록을 크게 경신한 20홈런을 기록했던 오시타 히로시는 포함되지 않았다(p.133 ~ 134).
4. ↑  1954년 10월 6일자 요미우리 신문 기사에 ‘우승 팀에서 선출하는 불문율이 있음’이라고 게재돼 있다.
5. ↑  조항의 설정 시기는 명확하진 않지만 1955년 9월 27일 요미우리 신문에는 ‘원칙적으로 우승 팀에서 선출한다’라는 기술이 있다.
6. ↑  그 이전에 타격 3관왕에서는 1974년의 오 사다하루, 1982년과 1985년의 오치아이 히로미쓰는 모두 소속 팀이 우승을 놓쳤지만 MVP로 선정되었다. 참고로 1986년 정규 시즌에서는 바스와 오치아이의 소속팀이 각각 한신(센트럴 리그)은 3위, 롯데(퍼시픽 리그)가 4위를 차지했다.
7. ↑  퍼시픽 리그에서는 2004년 마쓰나카 노부히코, 2005년 스기우치 도시야가 2년 연속으로 시즌 최고 승률을 달성했음에도 당시 플레이오프 제도에 의해 ‘우승 및 일본 시리즈 출전을 놓친’ 팀인 다이에 → 소프트뱅크에서 선정되었다. 2007년 이후 현행 클라이맥스 시리즈 제도에서는 ‘정규 시즌 최고 승률 구단 = 우승 팀’이라는 일본 시리즈 출전 팀이 다를 가능성이 생기지만 그것이 다른 경우에서는 ‘정규 시즌 최고 승률 = 리그 우승 팀’이면서도 ‘클라이맥스 시리즈 패전 = 일본 시리즈 출전을 놓친’ 팀에서 2007년 오가사와라 미치히로(요미우리 자이언츠), 2010년 와다 쓰요시(후쿠오카 소프트뱅크 호크스) 등이 있다.
8. ↑  베스트 나인은 1978년 니우라 히사오와 1998년 사사키 가즈히로의 총 2회, MVP는 1979년과 1981년 에나쓰 유타카, 1988년 가쿠 겐지, 1998년 사사키 가즈히로, 2011년 아사오 다쿠야 총 5회이다.

### 출전
1. ↑  에지리 요시후미 ‘야구계에 직언’
2. ↑  《한신 타이거스의 정체》(p.146 ~ 147).
3. ↑  “年度別成績 1937年 春”. 《일본 야구 기구》 (일본어). 2022년 11월 25일에 확인함.
4. ↑  “年度別成績 1937年 秋”. 《일본 야구 기구》 (일본어). 2022년 11월 25일에 확인함.
5. ↑  “年度別成績 1938年 春”. 《일본 야구 기구》 (일본어). 2022년 11월 25일에 확인함.
6. ↑  “年度別成績 1938年 秋”. 《일본 야구 기구》 (일본어). 2022년 11월 25일에 확인함.
7. ↑  “年度別成績 1939年”. 《일본 야구 기구》 (일본어). 2022년 11월 25일에 확인함.
8. ↑  “年度別成績 1940年”. 《일본 야구 기구》 (일본어). 2022년 11월 25일에 확인함.
9. ↑  “年度別成績 1941年”. 《일본 야구 기구》 (일본어). 2022년 11월 25일에 확인함.
10. ↑  “年度別成績 1942年”. 《일본 야구 기구》 (일본어). 2022년 11월 25일에 확인함.
11. ↑  “年度別成績 1943年”. 《일본 야구 기구》 (일본어). 2022년 11월 25일에 확인함.
12. ↑  “年度別成績 1944年”. 《일본 야구 기구》 (일본어). 2022년 11월 25일에 확인함.
13. ↑  “年度別成績 1946年”. 《일본 야구 기구》 (일본어). 2022년 11월 25일에 확인함.
14. ↑  “年度別成績 1947年”. 《일본 야구 기구》 (일본어). 2022년 11월 25일에 확인함.
15. ↑  “年度別成績 1948年”. 《일본 야구 기구》 (일본어). 2022년 11월 25일에 확인함.
16. ↑  “年度別成績 1949年”. 《일본 야구 기구》 (일본어). 2022년 11월 25일에 확인함.
17. ↑  “年度別成績 1950年 セントラル・リーグ”. 《일본 야구 기구》 (일본어). 2022년 11월 25일에 확인함.
18. ↑  “年度別成績 1951年 セントラル・リーグ”. 《일본 야구 기구》 (일본어). 2022년 11월 25일에 확인함.
19. ↑  “年度別成績 1952年 セントラル・リーグ”. 《일본 야구 기구》 (일본어). 2022년 11월 25일에 확인함.
20. ↑  “年度別成績 1953年 セントラル・リーグ”. 《일본 야구 기구》 (일본어). 2022년 11월 25일에 확인함.
21. ↑  “年度別成績 1954年 セントラル・リーグ”. 《일본 야구 기구》 (일본어). 2022년 11월 25일에 확인함.
22. ↑  “年度別成績 1955年 セントラル・リーグ”. 《일본 야구 기구》 (일본어). 2022년 11월 25일에 확인함.
23. ↑  “年度別成績 1956年 セントラル・リーグ”. 《일본 야구 기구》 (일본어). 2022년 11월 25일에 확인함.
24. ↑  “年度別成績 1957年 セントラル・リーグ”. 《일본 야구 기구》 (일본어). 2022년 11월 25일에 확인함.
25. ↑  “年度別成績 1958年 セントラル・リーグ”. 《일본 야구 기구》 (일본어). 2022년 11월 25일에 확인함.
26. ↑  “年度別成績 1959年 セントラル・リーグ”. 《일본 야구 기구》 (일본어). 2022년 11월 25일에 확인함.
27. ↑  “年度別成績 1960年 セントラル・リーグ”. 《일본 야구 기구》 (일본어). 2022년 11월 25일에 확인함.
28. ↑  “年度別成績 1961年 セントラル・リーグ”. 《일본 야구 기구》 (일본어). 2022년 11월 25일에 확인함.
29. ↑  “年度別成績 1962年 セントラル・リーグ”. 《일본 야구 기구》 (일본어). 2022년 11월 25일에 확인함.
30. ↑  “年度別成績 1963年 セントラル・リーグ”. 《일본 야구 기구》 (일본어). 2022년 11월 25일에 확인함.
31. ↑  “年度別成績 1964年 セントラル・リーグ”. 《일본 야구 기구》 (일본어). 2022년 11월 25일에 확인함.
32. ↑  “年度別成績 1965年 セントラル・リーグ”. 《일본 야구 기구》 (일본어). 2022년 11월 25일에 확인함.
33. ↑  “年度別成績 1966年 セントラル・リーグ”. 《일본 야구 기구》 (일본어). 2022년 11월 25일에 확인함.
34. ↑  “年度別成績 1967年 セントラル・リーグ”. 《일본 야구 기구》 (일본어). 2022년 11월 25일에 확인함.
35. ↑  “年度別成績 1968年 セントラル・リーグ”. 《일본 야구 기구》 (일본어). 2022년 11월 25일에 확인함.
36. ↑  “年度別成績 1969年 セントラル・リーグ”. 《일본 야구 기구》 (일본어). 2022년 11월 25일에 확인함.
37. ↑  “年度別成績 1970年 セントラル・リーグ”. 《일본 야구 기구》 (일본어). 2022년 11월 25일에 확인함.
38. ↑  “年度別成績 1971年 セントラル・リーグ”. 《일본 야구 기구》 (일본어). 2022년 11월 25일에 확인함.
39. ↑  “年度別成績 1972年 セントラル・リーグ”. 《일본 야구 기구》 (일본어). 2022년 11월 25일에 확인함.
40. ↑  “年度別成績 1973年 セントラル・リーグ”. 《일본 야구 기구》 (일본어). 2022년 11월 25일에 확인함.
41. ↑  “年度別成績 1974年 セントラル・リーグ”. 《일본 야구 기구》 (일본어). 2022년 11월 25일에 확인함.
42. ↑  “年度別成績 1975年 セントラル・リーグ”. 《일본 야구 기구》 (일본어). 2022년 11월 25일에 확인함.
43. ↑  “年度別成績 1976年 セントラル・リーグ”. 《일본 야구 기구》 (일본어). 2022년 11월 25일에 확인함.
44. ↑  “年度別成績 1977年 セントラル・リーグ”. 《일본 야구 기구》 (일본어). 2022년 11월 25일에 확인함.
45. ↑  “年度別成績 1978年 セントラル・リーグ”. 《일본 야구 기구》 (일본어). 2022년 11월 25일에 확인함.
46. ↑  “年度別成績 1979年 セントラル・リーグ”. 《일본 야구 기구》 (일본어). 2022년 11월 25일에 확인함.
47. ↑  “年度別成績 1980年 セントラル・リーグ”. 《일본 야구 기구》 (일본어). 2022년 11월 25일에 확인함.
48. ↑  “年度別成績 1981年 セントラル・リーグ”. 《일본 야구 기구》 (일본어). 2022년 11월 25일에 확인함.
49. ↑  “年度別成績 1982年 セントラル・リーグ”. 《일본 야구 기구》 (일본어). 2022년 11월 25일에 확인함.
50. ↑  “年度別成績 1983年 セントラル・リーグ”. 《일본 야구 기구》 (일본어). 2022년 11월 25일에 확인함.
51. ↑  “年度別成績 1984年 セントラル・リーグ”. 《일본 야구 기구》 (일본어). 2022년 11월 25일에 확인함.
52. ↑  “年度別成績 1985年 セントラル・リーグ”. 《일본 야구 기구》 (일본어). 2022년 11월 25일에 확인함.
53. ↑  “年度別成績 1986年 セントラル・リーグ”. 《일본 야구 기구》 (일본어). 2022년 11월 25일에 확인함.
54. ↑  “年度別成績 1987年 セントラル・リーグ”. 《일본 야구 기구》 (일본어). 2022년 11월 25일에 확인함.
55. ↑  “年度別成績 1988年 セントラル・リーグ”. 《일본 야구 기구》 (일본어). 2022년 11월 25일에 확인함.
56. ↑  “年度別成績 1989年 セントラル・リーグ”. 《일본 야구 기구》 (일본어). 2022년 11월 25일에 확인함.
57. ↑  “年度別成績 1990年 セントラル・リーグ”. 《일본 야구 기구》 (일본어). 2022년 11월 25일에 확인함.
58. ↑  “年度別成績 1991年 セントラル・リーグ”. 《일본 야구 기구》 (일본어). 2022년 11월 25일에 확인함.
59. ↑  “年度別成績 1992年 セントラル・リーグ”. 《일본 야구 기구》 (일본어). 2022년 11월 25일에 확인함.
60. ↑  “年度別成績 1993年 セントラル・リーグ”. 《일본 야구 기구》 (일본어). 2022년 11월 25일에 확인함.
61. ↑  “年度別成績 1994年 セントラル・リーグ”. 《일본 야구 기구》 (일본어). 2022년 11월 25일에 확인함.
62. ↑  “年度別成績 1995年 セントラル・リーグ”. 《일본 야구 기구》 (일본어). 2022년 11월 25일에 확인함.
63. ↑  “年度別成績 1996年 セントラル・リーグ”. 《일본 야구 기구》 (일본어). 2022년 11월 25일에 확인함.
64. ↑  “年度別成績 1997年 セントラル・リーグ”. 《일본 야구 기구》 (일본어). 2022년 11월 25일에 확인함.
65. ↑  “年度別成績 1998年 セントラル・リーグ”. 《일본 야구 기구》 (일본어). 2022년 11월 25일에 확인함.
66. ↑  “年度別成績 1999年 セントラル・リーグ”. 《일본 야구 기구》 (일본어). 2022년 11월 25일에 확인함.
67. ↑  “年度別成績 2000年 セントラル・リーグ”. 《일본 야구 기구》 (일본어). 2022년 11월 25일에 확인함.
68. ↑  “年度別成績 2001年 セントラル・リーグ”. 《일본 야구 기구》 (일본어). 2022년 11월 25일에 확인함.
69. ↑  “年度別成績 2002年 セントラル・リーグ”. 《일본 야구 기구》 (일본어). 2022년 11월 25일에 확인함.
70. ↑  “年度別成績 2003年 セントラル・リーグ”. 《일본 야구 기구》 (일본어). 2022년 11월 25일에 확인함.
71. ↑  “年度別成績 2004年 セントラル・リーグ”. 《일본 야구 기구》 (일본어). 2022년 11월 25일에 확인함.
72. ↑  “年度別成績 2005年 セントラル・リーグ”. 《일본 야구 기구》 (일본어). 2022년 11월 25일에 확인함.
73. ↑  “年度別成績 2006年 セントラル・リーグ”. 《일본 야구 기구》 (일본어). 2022년 11월 25일에 확인함.
74. ↑  “年度別成績 2007年 セントラル・リーグ”. 《일본 야구 기구》 (일본어). 2022년 11월 25일에 확인함.
75. ↑  “年度別成績 2008年 セントラル・リーグ”. 《일본 야구 기구》 (일본어). 2022년 11월 25일에 확인함.
76. ↑  “年度別成績 2009年 セントラル・リーグ”. 《일본 야구 기구》 (일본어). 2022년 11월 25일에 확인함.
77. ↑  “年度別成績 2010年 セントラル・リーグ”. 《일본 야구 기구》 (일본어). 2022년 11월 25일에 확인함.
78. ↑  “年度別成績 2011年 セントラル・リーグ”. 《일본 야구 기구》 (일본어). 2022년 11월 25일에 확인함.
79. ↑  “年度別成績 2012年 セントラル・リーグ”. 《일본 야구 기구》 (일본어). 2022년 11월 25일에 확인함.
80. ↑  “年度別成績 2013年 セントラル・リーグ”. 《일본 야구 기구》 (일본어). 2022년 11월 25일에 확인함.
81. ↑  “年度別成績 2014年 セントラル・リーグ”. 《일본 야구 기구》 (일본어). 2022년 11월 25일에 확인함.
82. ↑  “年度別成績 2015年 セントラル・リーグ”. 《일본 야구 기구》 (일본어). 2022년 11월 25일에 확인함.
83. ↑  “年度別成績 2016年 セントラル・リーグ”. 《일본 야구 기구》 (일본어). 2022년 11월 25일에 확인함.
84. ↑  “年度別成績 2017年 セントラル・リーグ”. 《일본 야구 기구》 (일본어). 2022년 11월 25일에 확인함.
85. ↑  “年度別成績 2018年 セントラル・リーグ”. 《일본 야구 기구》 (일본어). 2022년 11월 25일에 확인함.
86. ↑  “年度別成績 2019年 セントラル・リーグ”. 《일본 야구 기구》 (일본어). 2022년 11월 25일에 확인함.
87. ↑  “年度別成績 2020年 セントラル・リーグ”. 《일본 야구 기구》 (일본어). 2022년 11월 25일에 확인함.
88. ↑  “年度別成績 2021年 セントラル・リーグ”. 《일본 야구 기구》 (일본어). 2022년 11월 25일에 확인함.
89. ↑  “年度別成績 2022年 セントラル・リーグ”. 《일본 야구 기구》 (일본어). 2022년 11월 25일에 확인함.
90. ↑  “年度別成績 2023年 セントラル・リーグ”. 《일본 야구 기구》 (일본어). 2023년 11월 28일에 확인함.
91. ↑  “年度別成績 2024年 セントラル・リーグ”. 《일본 야구 기구》 (일본어). 2024년 11월 26일에 확인함.
92. ↑  “年度別成績 1950年 パシフィック・リーグ”. 《일본 야구 기구》 (일본어). 2022년 11월 25일에 확인함.
93. ↑  “年度別成績 1951年 パシフィック・リーグ”. 《일본 야구 기구》 (일본어). 2022년 11월 25일에 확인함.
94. ↑  “年度別成績 1952年 パシフィック・リーグ”. 《일본 야구 기구》 (일본어). 2022년 11월 25일에 확인함.
95. ↑  “年度別成績 1953年 パシフィック・リーグ”. 《일본 야구 기구》 (일본어). 2022년 11월 25일에 확인함.
96. ↑  “年度別成績 1954年 パシフィック・リーグ”. 《일본 야구 기구》 (일본어). 2022년 11월 25일에 확인함.
97. ↑  “年度別成績 1955年 パシフィック・リーグ”. 《일본 야구 기구》 (일본어). 2022년 11월 25일에 확인함.
98. ↑  “年度別成績 1956年 パシフィック・リーグ”. 《일본 야구 기구》 (일본어). 2022년 11월 25일에 확인함.
99. ↑  “年度別成績 1957年 パシフィック・リーグ”. 《일본 야구 기구》 (일본어). 2022년 11월 25일에 확인함.
100. ↑  “年度別成績 1958年 パシフィック・リーグ”. 《일본 야구 기구》 (일본어). 2022년 11월 25일에 확인함.
101. ↑  “年度別成績 1959年 パシフィック・リーグ”. 《일본 야구 기구》 (일본어). 2022년 11월 25일에 확인함.
102. ↑  “年度別成績 1960年 パシフィック・リーグ”. 《일본 야구 기구》 (일본어). 2022년 11월 25일에 확인함.
103. ↑  “年度別成績 1961年 パシフィック・リーグ”. 《일본 야구 기구》 (일본어). 2022년 11월 25일에 확인함.
104. ↑  “年度別成績 1962年 パシフィック・リーグ”. 《일본 야구 기구》 (일본어). 2022년 11월 25일에 확인함.
105. ↑  “年度別成績 1963年 パシフィック・リーグ”. 《일본 야구 기구》 (일본어). 2022년 11월 25일에 확인함.
106. ↑  “年度別成績 1964年 パシフィック・リーグ”. 《일본 야구 기구》 (일본어). 2022년 11월 25일에 확인함.
107. ↑  “年度別成績 1965年 パシフィック・リーグ”. 《일본 야구 기구》 (일본어). 2022년 11월 25일에 확인함.
108. ↑  “年度別成績 1966年 パシフィック・リーグ”. 《일본 야구 기구》 (일본어). 2022년 11월 25일에 확인함.
109. ↑  “年度別成績 1967年 パシフィック・リーグ”. 《일본 야구 기구》 (일본어). 2022년 11월 25일에 확인함.
110. ↑  “年度別成績 1968年 パシフィック・リーグ”. 《일본 야구 기구》 (일본어). 2022년 11월 25일에 확인함.
111. ↑  “年度別成績 1969年 パシフィック・リーグ”. 《일본 야구 기구》 (일본어). 2022년 11월 25일에 확인함.
112. ↑  “年度別成績 1970年 パシフィック・リーグ”. 《일본 야구 기구》 (일본어). 2022년 11월 25일에 확인함.
113. ↑  “年度別成績 1971年 パシフィック・リーグ”. 《일본 야구 기구》 (일본어). 2022년 11월 25일에 확인함.
114. ↑  “年度別成績 1972年 パシフィック・リーグ”. 《일본 야구 기구》 (일본어). 2022년 11월 25일에 확인함.
115. 1 2  당시 퍼시픽 리그는 전·후기 제도를 도입하고 있었기 때문에 시즌 승률에서는 1위는 아니었지만 플레이오프에서 승리하여 우승했다.
116. ↑  “年度別成績 1973年 パシフィック・リーグ”. 《일본 야구 기구》 (일본어). 2022년 11월 25일에 확인함.
117. ↑  “年度別成績 1974年 パシフィック・リーグ”. 《일본 야구 기구》 (일본어). 2022년 11월 25일에 확인함.
118. ↑  “年度別成績 1975年 パシフィック・リーグ”. 《일본 야구 기구》 (일본어). 2022년 11월 25일에 확인함.
119. ↑  “年度別成績 1976年 パシフィック・リーグ”. 《일본 야구 기구》 (일본어). 2022년 11월 25일에 확인함.
120. ↑  “年度別成績 1977年 パシフィック・リーグ”. 《일본 야구 기구》 (일본어). 2022년 11월 25일에 확인함.
121. ↑  “年度別成績 1978年 パシフィック・リーグ”. 《일본 야구 기구》 (일본어). 2022년 11월 25일에 확인함.
122. ↑  “年度別成績 1979年 パシフィック・リーグ”. 《일본 야구 기구》 (일본어). 2022년 11월 25일에 확인함.
123. ↑  “年度別成績 1980年 パシフィック・リーグ”. 《일본 야구 기구》 (일본어). 2022년 11월 25일에 확인함.
124. ↑  “年度別成績 1981年 パシフィック・リーグ”. 《일본 야구 기구》 (일본어). 2022년 11월 25일에 확인함.
125. ↑  “年度別成績 1982年 パシフィック・リーグ”. 《일본 야구 기구》 (일본어). 2022년 11월 25일에 확인함.
126. ↑  “年度別成績 1983年 パシフィック・リーグ”. 《일본 야구 기구》 (일본어). 2022년 11월 25일에 확인함.
127. ↑  “年度別成績 1984年 パシフィック・リーグ”. 《일본 야구 기구》 (일본어). 2022년 11월 25일에 확인함.
128. ↑  “年度別成績 1985年 パシフィック・リーグ”. 《일본 야구 기구》 (일본어). 2022년 11월 25일에 확인함.
129. ↑  “年度別成績 1986年 パシフィック・リーグ”. 《일본 야구 기구》 (일본어). 2022년 11월 25일에 확인함.
130. ↑  “年度別成績 1987年 パシフィック・リーグ”. 《일본 야구 기구》 (일본어). 2022년 11월 25일에 확인함.
131. ↑  “年度別成績 1988年 パシフィック・リーグ”. 《일본 야구 기구》 (일본어). 2022년 11월 25일에 확인함.
132. ↑  “年度別成績 1989年 パシフィック・リーグ”. 《일본 야구 기구》 (일본어). 2022년 11월 25일에 확인함.
133. ↑  “年度別成績 1990年 パシフィック・リーグ”. 《일본 야구 기구》 (일본어). 2022년 11월 25일에 확인함.
134. ↑  “年度別成績 1991年 パシフィック・リーグ”. 《일본 야구 기구》 (일본어). 2022년 11월 25일에 확인함.
135. ↑  “年度別成績 1992年 パシフィック・リーグ”. 《일본 야구 기구》 (일본어). 2022년 11월 25일에 확인함.
136. ↑  “年度別成績 1993年 パシフィック・リーグ”. 《일본 야구 기구》 (일본어). 2022년 11월 25일에 확인함.
137. ↑  “年度別成績 1994年 パシフィック・リーグ”. 《일본 야구 기구》 (일본어). 2022년 11월 25일에 확인함.
138. ↑  “年度別成績 1995年 パシフィック・リーグ”. 《일본 야구 기구》 (일본어). 2022년 11월 25일에 확인함.
139. ↑  “年度別成績 1996年 パシフィック・リーグ”. 《일본 야구 기구》 (일본어). 2022년 11월 25일에 확인함.
140. ↑  “年度別成績 1997年 パシフィック・リーグ”. 《일본 야구 기구》 (일본어). 2022년 11월 25일에 확인함.
141. ↑  “年度別成績 1998年 パシフィック・リーグ”. 《일본 야구 기구》 (일본어). 2022년 11월 25일에 확인함.
142. ↑  “年度別成績 1999年 パシフィック・リーグ”. 《일본 야구 기구》 (일본어). 2022년 11월 25일에 확인함.
143. ↑  “年度別成績 2000年 パシフィック・リーグ”. 《일본 야구 기구》 (일본어). 2022년 11월 25일에 확인함.
144. ↑  “年度別成績 2001年 パシフィック・リーグ”. 《일본 야구 기구》 (일본어). 2022년 11월 25일에 확인함.
145. ↑  “年度別成績 2002年 パシフィック・リーグ”. 《일본 야구 기구》 (일본어). 2022년 11월 25일에 확인함.
146. ↑  “年度別成績 2003年 パシフィック・リーグ”. 《일본 야구 기구》 (일본어). 2022년 11월 25일에 확인함.
147. 1 2  당시 퍼시픽 리그는 정규 시즌과 플레이오프를 합쳐서 리그 우승을 결정하고 있었기 때문에 정규 시즌 1위이면서도 우승을 놓쳤다
148. ↑  “年度別成績 2004年 パシフィック・リーグ”. 《일본 야구 기구》 (일본어). 2022년 11월 25일에 확인함.
149. ↑  “年度別成績 2005年 パシフィック・リーグ”. 《일본 야구 기구》 (일본어). 2022년 11월 25일에 확인함.
150. ↑  “年度別成績 2006年 パシフィック・リーグ”. 《일본 야구 기구》 (일본어). 2022년 11월 25일에 확인함.
151. ↑  “年度別成績 2007年 パシフィック・リーグ”. 《일본 야구 기구》 (일본어). 2022년 11월 25일에 확인함.
152. ↑  “年度別成績 2008年 パシフィック・リーグ”. 《일본 야구 기구》 (일본어). 2022년 11월 25일에 확인함.
153. ↑  “年度別成績 2009年 パシフィック・リーグ”. 《일본 야구 기구》 (일본어). 2022년 11월 25일에 확인함.
154. ↑  “年度別成績 2010年 パシフィック・リーグ”. 《일본 야구 기구》 (일본어). 2022년 11월 25일에 확인함.
155. ↑  “年度別成績 2011年 パシフィック・リーグ”. 《일본 야구 기구》 (일본어). 2022년 11월 25일에 확인함.
156. ↑  “年度別成績 2012年 パシフィック・リーグ”. 《일본 야구 기구》 (일본어). 2022년 11월 25일에 확인함.
157. ↑  “年度別成績 2013年 パシフィック・リーグ”. 《일본 야구 기구》 (일본어). 2022년 11월 25일에 확인함.
158. ↑  “年度別成績 2014年 パシフィック・リーグ”. 《일본 야구 기구》 (일본어). 2022년 11월 25일에 확인함.
159. ↑  “年度別成績 2015年 パシフィック・リーグ”. 《일본 야구 기구》 (일본어). 2022년 11월 25일에 확인함.
160. ↑  “年度別成績 2016年 パシフィック・リーグ”. 《일본 야구 기구》 (일본어). 2022년 11월 25일에 확인함.
161. ↑  “年度別成績 2017年 パシフィック・リーグ”. 《일본 야구 기구》 (일본어). 2022년 11월 25일에 확인함.
162. ↑  “年度別成績 2018年 パシフィック・リーグ”. 《일본 야구 기구》 (일본어). 2022년 11월 25일에 확인함.
163. ↑  “年度別成績 2019年 パシフィック・リーグ”. 《일본 야구 기구》 (일본어). 2022년 11월 25일에 확인함.
164. ↑  “年度別成績 2020年 パシフィック・リーグ”. 《일본 야구 기구》 (일본어). 2022년 11월 25일에 확인함.
165. ↑  “年度別成績 2021年 パシフィック・リーグ”. 《일본 야구 기구》 (일본어). 2022년 11월 25일에 확인함.
166. ↑  “年度別成績 2022年 パシフィック・リーグ”. 《일본 야구 기구》 (일본어). 2022년 11월 25일에 확인함.
167. ↑  “年度別成績 2023年 パシフィック・リーグ”. 《일본 야구 기구》 (일본어). 2023년 11월 28일에 확인함.
168. ↑  “年度別成績 2024年 パシフィック・リーグ”. 《일본 야구 기구》 (일본어). 2024년 11월 26일에 확인함.

## 같이 보기
- 일본 프로 야구 베스트 나인
- 미쓰이 골든 글러브상
- 쇼리키 마쓰타로상
- 사와무라 에이지상